# Wolfgang Rummenigge
Wolfgang Rummenigge (* 19. November 1951 in Soest) ist ein deutscher Unternehmer und ehemaliger Fußballspieler. Er ist der ältere Bruder von Karl-Heinz und Michael Rummenigge. Anders als seine beiden Brüder hatte Wolfgang Rummenigge keinen großen Erfolg als Fußballspieler.

## Leben
Wolfgang Rummenigge spielte ab 1974 im Mittelfeld des damaligen Zweitligisten DJK Gütersloh und bestritt 58 Spiele, in denen er 17 Tore erzielte. Nach dem Abstieg aus der zweiten Liga im Jahr 1976 spielte er noch bis 1978 für den Verein. Bis 2003 führte er ein Sportgeschäft in Lippstadt, in dem er ab 1976 tätig war und das er 1984 von seinem Vater übernommen hatte. 2003 verkaufte er das Sportgeschäft und wurde Manager des Golfclubs Lippstadt.
Von 2007 bis 2017 war Rummenigge Geschäftsführer des Bremer Golfvereins Club zur Vahr. Seit Januar 2019 ist er Sponsoringleiter beim Bremer Fußballverein FC Oberneuland.